# Alfredo Zermeño
Alfredo Zermeño (Aguascalientes, 12 de enero de 1938-Aguascalientes, 10 de enero de 2022) fue un pintor mexicano que estudió en el Instituto Aguascalentense de Bellas Artes y la Escuela Nacional de Pintura, Escultura y Grabado “La Esmeralda”.

## Biografía
Alfredo Zermeño Flores nació el 12 de enero de 1938 en Aguascalientes, un pintor, que, en palabras de Jesús Eduardo Martín Jáuregui, “ese era su estereotipo, tú le veías y podrías decir “allí viene un pintor”.” 
Se inicia en la vida artística gracias al impulso de su abuelo José de Jesús Zermeño quien, cercano al arte por medio de la música como miembro de la banda sinfónica municipal, notó que su nieto poseía una facilidad para dibujar desde temprana edad y en el año de 1955 lo convence de entrar al Instituto Aguascalentense de Bellas Artes, ayudándole a pagar las cuotas requeridas. En este punto, Alfredo Zermeño no veía en el arte una actividad profesional con la cual ganarse la vida; sin embargo, gracias a sus estudios más profundos dentro de La Esmeralda se da cuenta de que puede llevar el arte a este campo. Estudió 4 años en dicho lugar en donde tuvo oportunidad de revalidar materias que había cursado durante 2 años en Aguascalientes en el entonces Instituto Aguascalentense de Bellas Artes (IABA) de 1955 a 1957.
De acuerdo con la entrevista concedida al Museo Escárcega fue Salvador Delgado el que alentó a Zermeño a asistir a la Escuela Nacional de Pintura, Escultura y Grabado “La Esmeralda”. En esta institución aprendió las labores de modelaje y restauración, que serían bastante importantes para su desempeño en el futuro con el rescate del patrimonio. Complementó estas últimas con estudios de restauración de pinturas y esculturas en el taller “Restauro” del maestro Manuel Serrano Cabrera de 1963 a 1966.
Su trabajo evolucionó a lo largo de muchos campos y técnicas, fue maestro en diferentes instituciones, entre ellas el Centro de Artes Visuales, la Casa de la Cultura en el entonces llamado Instituto Aguascalentense de Bellas Artes. Esta oportunidad se dio gracias al contacto con Antonio Leal y Romero, quien lo mandó a llamar para dar clases de pintura y dibujo del IABA. De este periodo surgieron encuentros con grandes artistas hidrocálidos que fueron sus alumnos, entre ellos, Juan Castañeda. Este, al ser nombrado director del recién inaugurado Centro de Artes Visuales en 1977 llama al maestro para ser profesor en el Taller de Libre de Pintura entre otros cursos, es aquí donde también el maestro entabla relaciones con Enrique Guzmán, Julio Gaona, Martha García Navarro, Enrique Villalobos, Sergio Gallegos Marín, entre otros.

## Trabajo como promotor cultural
Las relaciones en el mundo del arte demostraron ser de gran importancia para Alfredo Zermeño quien, gracias a su amistad con otros agentes culturales de la época, entre ellos Alejandro Topete del Valle y Víctor Sandoval apoyó a reanudar las labores de la Corresponsalía del Seminario de Cultura en Aguascalientes en la cual estuvo trabajando “por amor al arte” con juntas mensuales. Dicha Corresponsalía en Aguascalientes tiene sus inicios en julio del año 1943 con tres personajes como miembros corresponsales: Alejandro Topete del Valle, Salvador Gallardo Dávalos y Francisco Antúnez. Esta fue la primera corresponsalía de la institución.
En el libro sobre su vida y obra editado por la Universidad Autónoma de Aguascalientes se narra que tras 44 años trabajando en el Seminario de Cultura Mexicana (al año de la publicación del libro) el artista dijo: “Yo amo y me encanta mi ciudad. Aquí nunca nos han pagado un centavo, pero hacemos algo por la cultura, para ayudar en exposiciones, para ayudar a poetas... para ayudar a salir adelante.”
Su labor individual se vio en gran parte influenciada por su amor a Aguascalientes, pues buscaba rescatar la ubicación de los lugares importantes de su ciudad, ejemplo de ello son los álbumes de fotografías que guardaba en su estudio con no sólo imágenes de espacios públicos sacados del periódico o regaladas por familiares y amigos que después usaría como referencia para pintar y mantener la memoria de aquellos sitios, sino también las evidencias de los avances que tenía en sus labores como restaurador: murales, pintura, arte sacro y edificios antiguos rescatados, entre los que se destacan la ex escuela de Cristo o Casa Terán. 
Entre esas fotografías se puede observar también su papel de historiador, pues anotaba en cada una de ellas los personajes involucrados, las fechas y otros datos importantes que permitieran identificar el suceso plasmado en la imagen, en la exposición “Nuestro Aguascalientes Antiguo” mencionan al respecto: Trabajador compulsivo y promotor infatigable del arte y la cultura, su veneración por los testimonios culturales del pasado, sin nostalgia ni añoranza, sino como documentador fiel y amoroso.

## Estilo artístico
Sus obras confluyen en varios estilos y técnicas. en sus inicios, las imágenes que realizaba tendían más a lo figurativo con paisajes. retratos, naturalezas muertas y escenas costumbristas, posteriormente se adentraría en el mundo de lo abstracto donde desarrollaría la mayor parte de su producción, sus técnicas para ello eran igual de variadas que sus temáticas, acuarela, oleos, tinta china, grafito, carbón fueron sus preferidos.
Sin embargo no se limitó a lo bidimensional y también realizó escultura con tallados en madera y esculturas de bronce, en estas representaciones optó por el desnudo femenino, lo abstracto y figuras animales.